# 塔瓜廷加
塔瓜廷加是巴西托坎廷斯州的一个市镇。总面积2437.386平方公里，总人口14110人，人口密度5.8人/平方公里。